# Carl Ludvig Petersen (konstnär)
Carl Ludvig Petersen, född 18 augusti 1824 i Köpenhamn, död 3 december 1900 i Köpenhamn, var en dansk  målare, grafiker och teckningslärare. 
Han var son till kopparstickaren Johan Daniel Petersen och Charlotte Amalie Kiær och från 1852 gift med Mette Christine Gjøe samt bror till konstnären Julius Magnus Petersen. Han studerade vid Det Kongelige Danske Kunstakademi i Köpenhamn. Hans konst består av marin- och landskapsmålningar där han har hämtat en del motiv från Sverige. Vid sidan av sitt eget skapande var han verksam som teckningslärare och utgav några pedagogiska skrifter för denna verksamhet. 